# Natalin (Wyszków)
Pour les articles homonymes, voir Natalin.

Natalin (prononcé [naˈtalin]) est un village polonais de la gmina de Wyszków dans la powiat de Wyszków de la voïvodie de Mazovie dans le centre-est de la Pologne.
Il se situe à environ 5 kilomètres au nord de Wyszków (siège de la gmina et de la powiat) et à 57 kilomètres au nord-est de Varsovie (capitale de la Pologne).

## Histoire
Jusqu'en 1975, il faisait partie du territoire de la Voïvodie de Varsovie, puis de 1975 à 1998, de celui de la Voïvodie d'Ostrołęka